# Theodor Liebknecht
Theodor Liebknecht (ur. 19 kwietnia 1870 w Lipsku, zm. 6 stycznia 1948 w Altendorfie) – niemiecki polityk socjalistyczny.

## Życiorys
Urodził się w Lipsku w 1870 jako syn Wilhelma Liebknechta. Jego młodszym bratem był Karl Liebknecht. Studiował prawo i pracował jako prawnik w Berlinie od 1899, stając się aktywistą politycznym po zabójstwie brata w styczniu 1919.
Liebknecht był członkiem Niezależnej Socjaldemokratycznej Partii Niemiec (USPD), sprzeciwiającej się połączeniu z Komunistyczną Partią Niemiec (KPD) i wstąpieniu do Kominternu, ale także będącej przeciwko reunifikacji z SPD. Jednakże w 1931 USPD połączyła się z Socjaldemokratyczną Partię Robotniczą Niemiec (SAPD). W 1924 razem z Georgiem Ledebourem był zamieszany w rozłam w Związku Socjalistycznym (Sozialistische Bund).
Jako członek prawego skrzydła SAPD sprzeciwiał się wprowadzeniu leninowskich schematów organizacyjnych w partii. Po dojściu Hitlera do władzy wyemigrował do Bazylei, a później został zatrudniony przez Międzynarodowy Instytut Historii Społecznej w Amsterdamie, gdzie pracował w latach 1936–1939. Popierał "Międzynarodówkę 2½".
Theodor Liebknecht zmarł w Altendorfie, niedaleko Hanoweru w 1948.